# Halowe Mistrzostwa Świata w Lekkoatletyce 1991 – pchnięcie kulą mężczyzn
Pchnięcie kulą mężczyzn – jedna z konkurencji rozgrywanych podczas halowych mistrzostw świata w lekkoatletyce w 1991, zmagania w niej odbyły się 8 marca. Do konkursu zgłoszonych zostało 16 zawodników z 14 państw.
Zawody w tej konkurencji wygrał reprezentant Szwajcarii Werner Günthör. Drugą pozycję zajął zawodnik z Austrii Klaus Bodenmüller, trzecią zaś reprezentujący Stany Zjednoczone Ron Backes.

## Wyniki
| Miejsce | Zawodnik          | Państwo           | Podejście | Podejście | Podejście | Podejście | Podejście | Podejście | Wynik | Uwagi |
| Miejsce | Zawodnik          | Państwo           | #1        | #2        | #3        | #4        | #5        | #6        | Wynik | Uwagi |
| ------- | ----------------- | ----------------- | --------- | --------- | --------- | --------- | --------- | --------- | ----- | ----- |
| 01 !    | Werner Günthör    | Szwajcaria        | 20,74     | X         | 20,70     | 21,17     | X         | 20,22     | 21,17 |       |
| 02 !    | Klaus Bodenmüller | Austria           | 19,82     | 20,42     | 20,01     | 19,97     | 20,12     | 19,80     | 20,42 |       |
| 03 !    | Ron Backes        | Stany Zjednoczone | 19,02     | 19,49     | 20,06     | 19,49     | X         | 19,45     | 20,06 |       |
| 4.      | Pétur Guðmundsson | Islandia          | 19,30     | 19,66     | 18,73     | 19,71     | 19,81     | 19,64     | 19,71 |       |
| 5.      | Lars Arvid Nilsen | Norwegia          | 19,45     | X         | 18,63     | 19,69     | X         | X         | 19,69 |       |
| 6.      | Gert Weil         | Chile             | 19,35     | 18,92     | 19,56     | X         | X         | X         | 19,56 |       |
| 7.      | Oliver-Sven Buder | Niemcy            | 19,41     | 19,38     | X         | 19,08     | 18,79     | X         | 19,41 |       |
| 8.      | Art McDermott     | Stany Zjednoczone | 18,96     | 18,99     | 19,03     | X         | X         | X         | 19,03 |       |
| 9.      | Siergiej Smirnow  | ZSRR              | 18,87     | 18,84     | 18,83     | NQ        | NQ        | NQ        | 18,87 |       |
| 10.     | Paul Edwards      | Wielka Brytania   | 17,62     | 18,17     | 18,65     | NQ        | NQ        | NQ        | 18,65 |       |
| 11.     | Helmut Krieger    | Polska            | 18,59     | 18,28     | 18,47     | NQ        | NQ        | NQ        | 18,59 |       |
| 12.     | Paul Ruiz         | Kuba              | X         | 18,57     | X         | NQ        | NQ        | NQ        | 18,57 |       |
| 13.     | Jan Sagedal       | Norwegia          | 18,38     | 17,98     | X         | NQ        | NQ        | NQ        | 18,38 |       |
| 14.     | Alessandro Andrei | Włochy            | 18,29     | 18,11     | 18,21     | NQ        | NQ        | NQ        | 18,29 |       |
| 15.     | Gheorghe Gușet    | Rumunia           | 17,71     | 18,00     | 18,07     | NQ        | NQ        | NQ        | 18,07 |       |
| 16.     | Igor Awrunin      | Izrael            | 17,54     | X         | 17,18     | NQ        | NQ        | NQ        | 17,54 |       |